# Muzzy Izzet
Mustafa Kemal "Muzzy" Izzet (London, 1974. október 31. –) török válogatott labdarúgó.
A török válogatott tagjaként részt vett a 2000-es Európa-bajnokságon és a 2002-es világbajnokságon.

## Sikerei, díjai
Leicester City
- Angol ligakupa győztes (2): 1997, 2000

Törökország
- Világbajnoki bronzérmes (1): 2002